# Rhinotragus longicollis
Rhinotragus longicollis là một loài bọ cánh cứng trong họ Cerambycidae.